# Estado do mar

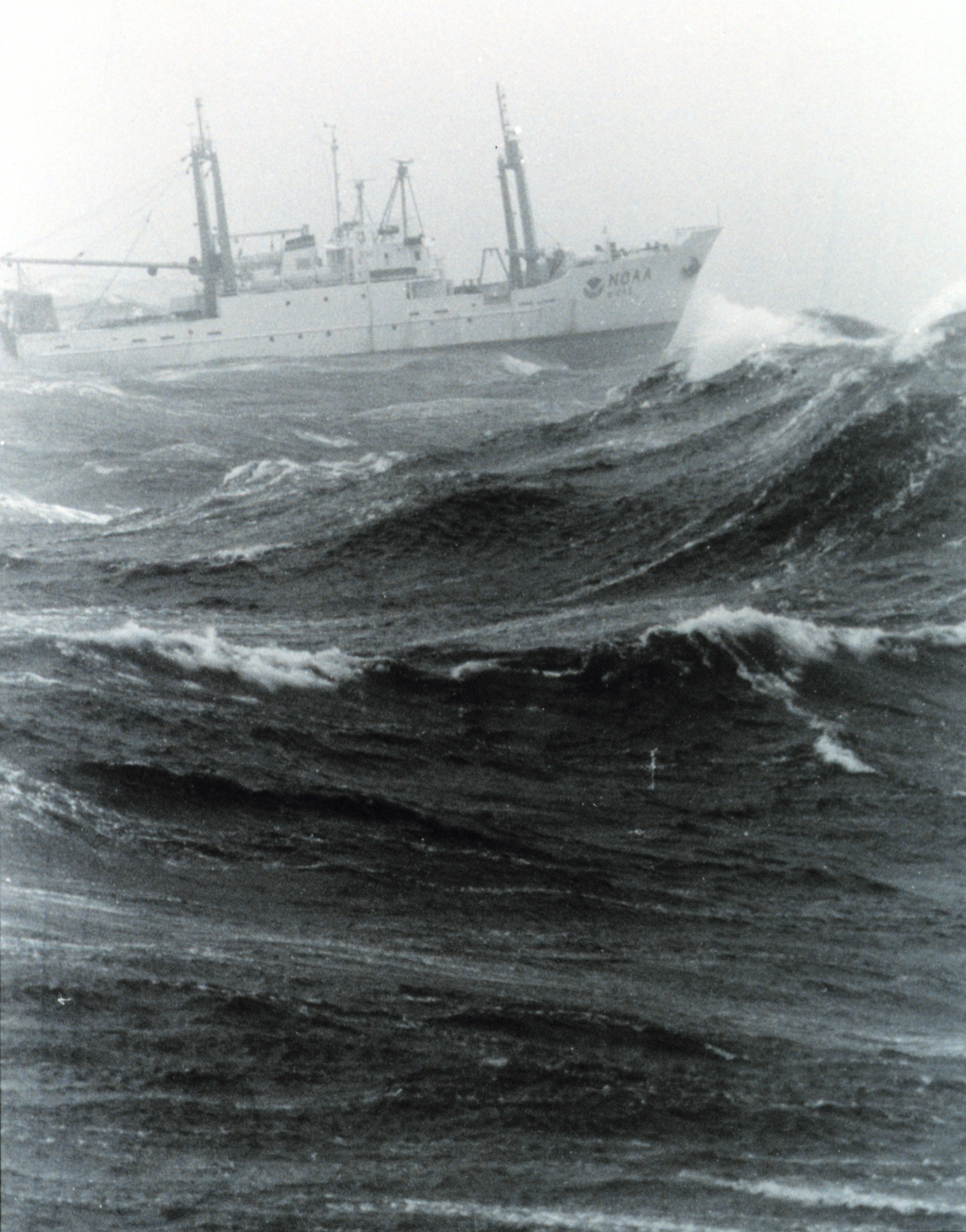
Barco Delaware II, da NOAA, em mau tempo no banco Georges.

Na oceanografia, o estado do mar é a condição geral da superfície livre de grande corpo de água, no que diz respeito às ondas oceânicas e swells, numa determinada localidade e momento. O estado do mar é caracterizado por estatísticas, que incluem altura de onda, frequência e densidade espectral. Ele varia temporalmente com as mudanças nas condições de vento e de swell, podendo ser aferido por um observador experiente, como um marinheiro treinado, ou por meio de instrumentos como boias, radares ou satélites de sensoriamento remoto.